# 久保ユリカが1人しゃべりなんて胃が痛い。
『久保ユリカが1人しゃべりなんて胃が痛い。』（くぼゆりかがひとりしゃべりなんていがいたい）は、2014年4月8日から2019年3月29日まで文化放送超!A&G+で放送されていたラジオ番組である。パーソナリティは久保ユリカ。略称は「胃痛ラジオ」。
本稿では、地上波ラジオ（文化放送）で放送のスピンオフ版である『久保ユリカがアニスパでしゃべるなんて胃が痛い。』についても記述する。

## 番組概要
「聴かない人も、胃が痛くなるラジオ番組」というコンセプトで放送される、人前に立つのが苦手で、1人しゃべりなんて滅相もない！と自称する久保ユリカが胃を痛めながら放送していく動画付きラジオ番組。

### 放送時間
- 2017年10月8日 - 2019年3月29日
本放送 木曜日25:30 - 26:00（リピート放送:金曜日13:30 - 14:00）
- 2017年1月5日 - 10月1日
本放送 木曜日25:30 - 26:00（リピート放送:金曜日13:30 - 14:00、日曜日15:00 - 15:30）
- 2015年4月7日 - 2016年12月27日
本放送 火曜日23:30 - 24:00（リピート放送:水曜日11:30 - 12:00、日曜日15:00 - 15:30）
- 2014年4月8日 - 2015年3月31日
本放送 火曜日24:00 - 24:30（リピート放送:水曜日12:00 - 12:30、日曜日15:00 - 15:30）

アーカイブ配信
- AG-ON Premium
毎週金曜日正午配信（2017年6月2日 - ）

過去のアーカイブ配信
- AG-ON
毎週金曜日正午配信

### パーソナリティ
- 久保ユリカ

## コーナー
非公認ゆるキャラ・クボシカオ
非公認ゆるキャラの売れっ子を目指しているらしいクボシカオが奈良県のことやその他リスナーの疑問・質問・お悩みに答えていくコーナー。このコーナーの間は静止画放送となり、パーソナリティがクボシカオと番組作家のちゃんことなる。
ソロラボ
友達の少ない久保ユリカのために、友達を作る方法ではなく、一人でも楽しい一人遊びゲームをリスナーに考えてもらい、ソロプレイの研究をしていくコーナー。
おかしなファミリア
久保ユリカの愉快な父話から派生した、リスナーのおもしろ家族エピソードを紹介するコーナー。
新シカ語講座
リスナーの知りたい単語を久保ユリカなりに解釈し説明するコーナー。
謎解き声優・久保ユリカ
程よい難しさのクイズ・なぞなぞをリスナーから募集し、答えるコーナー。
もしもの森美術館
リスナーからお題に沿った「上の句」と「下の句」を分けて募集し2つを組み合わせて「もしも」のタイトルを考えるコーナー。
シカコの深層心理
久保ユリカの深層心理を知るために心理テストを行うコーナー。
久保ユリカルタ
久保さんにまつわる50音分の句を集めてカルタを作るコーナー。
新シカことわざ講座
久保さんに新しいことわざを考えてもらうコーナー。

## 過去のコーナー
胃が痛いんだなぁ。
番組タイトルにもなっている胃が痛いエピソードをリスナーから募集するコーナー。コーナー終了後もふつおたとして募集、紹介されることがある。
アニメ『大家さんは思春期!』
コーナーアニメ。久保ユリカがレギュラー出演している。地上波放送では同月よりTOKYO MX、サンテレビにて放送される。
リスナーさんは思春期
『大家さんは思春期!』のコラボコーナーとして、リスナーの思春期にあったエピソードを募集するコーナー。これはいい思春期！！と久保ユリカが思ったリスナーには『大家さんは思春期！』の図書カードがプレゼントされる。

## ゲスト
- 第7回（2014年5月20日） - 福島潤
- 第30回（2014年10月28日） - 宇佐美彩（ファッション通販サイトZOZOTOWNモデル）
- 第59回（2015年5月19日） - 金元寿子
- 第93回（2016年1月12日） - ぷりあでぃす玲奈
- 第111回（2016年5月17日） - 大西沙織
- 第136回（2016年11月9日）– 高垣彩陽

## イベント
- 2014年12月7日 - A&Gオールスター2014（パシフィコ横浜国立大ホール）[2]
- 2015年3月1日 - 番組テーマソング発売記念イベント（文化放送13階）
- 2016年7月17日 - 胃痛ラジオイベント in 奈良（なら100年会館）
- 2018年8月5日 - 「久保ユリカが１人しゃべりなんて胃が痛い。」DVD in ハワイ 先行発売イベント（渋谷区文化総合センター大和田 4Fさくらホール）

## CD
- 2015年1月9日 - 久保ユリカが１人しゃべりなんて胃が痛い。テーマCD「胃が痛いんだなぁ。／私の言葉」
- 2018年12月29日 - 久保ユリカが1人しゃべりなんて胃が痛い。テーマCD vol.2「どすこいパイナポー／IT'S A SMILE FOR YOU」

## DVD
- 2016年1月8日 - 久保ユリカが１人しゃべりなんて胃が痛い。DVD in 奈良!!
- 2016年8月 - 久保ユリカが1人しゃべりなんて胃が痛い。DVD in ハワイ〜青い空、白い雲、そして何もないパイナップル畑〜

## 久保ユリカがアニスパでしゃべるなんて胃が痛い。
『久保ユリカがアニスパでしゃべるなんて胃が痛い。』は、文化放送で放送されていたラジオ番組。『A&G 超RADIO SHOW〜アニスパ!〜』内の22時台後半のフロート番組として放送された。

### 番組概要
本編の『久保ユリカが1人しゃべりなんて胃が痛い。』の出張版として、普段リスナーからメッセージを受け取ることはあるが、自分から発信することがないということで、久保が聞きたいことをリスナーに聞いていくという趣旨で放送されていた。その為、基本的にリスナーからのメールを読む時間が番組の大半を占める。また、野球中継延長による短縮放送の際には時間の変更や番組自体が休止となる場合があった。